# Ghenetea, Bihor
Ghenetea (în maghiară Genyéte) este o localitate componentă a municipiului Marghita din județul Bihor, Crișana, România.

 Acest articol despre o localitate din județul Bihor este deocamdată un ciot. Puteți ajuta Wikipedia prin completarea lui.